# 백암초등학교 수정분교
백암초등학교 수정분교는 대한민국 경기도 용인시 처인구 백암면에 있는 공립 초등학교이다.

## 학교 연혁
- 1968년 3월 2일 백암국민학교 가창분교로 개교
- 1970년 3월 1일 수정국민학교로 승격(개교 3월 12일)
- 1986년 3월 5일 병설유치원 개원
- 1990년 2월 12일 3개 교실, 숙직실, 현관 신축
- 1996년 3월 1일 수정초등학교로 개칭
- 1999년 3월 1일 백암초등학교 수정분교장으로 편입
- 2005년 3월 1일 병설유치원 폐원
- 2015년 3월 1일 육현균 교장 취임

## 참고 자료
- 백암초등학교수정분교장 - 한국교육학술정보원 학교알리미